# Дрюэ, Эжен
Эжен Дрюэ (фр. Eugène Druet; 26 июня 1867, Париж — 21 января 1916, Париж) — французский фотограф и галерист.

## Биография
Альфонс Эжен Дрюэ родился на улице Фобур-Сен-Мартен, 206 в Париже. Его родители, Эжен Альфонс Дрюэ и Альфонина Огюстин Эрбиньер, в то время занимались выращиванием фруктов.
Эжен владел небольшим семейным кафе, которое он приобрёл в 1893 году на площади Альма, 3 (ныне: avenue du Président-Wilson). Скульптор Огюст Роден, чья мастерская находилась недалеко, регулярно посещал кафе Эжена Дрюэ и познакомил его с художественной фотографией. После их встречи в 1896 году Дрюэ сделал множество фотографий скульптур Родена и вскоре стал его официальным фотографом. Так они работали до 1900 года, когда Роден организовал в павильоне Альма на полях Всемирной выставки крупную ретроспективную экспозицию своих работ: Дрюэ отвечал за всю организацию, a один из стендов был посвящён его фотографиям.
По совету Родена Дрюэ оставил своё кафе, чтобы открыть в 1903 году художественную галерею на улице Фобур-Сен-Оноре, 114, которую он в 1908 году перенёс на улицу Рояль, 20. Эта парижская галерея стала известной. Её упоминает Гертрудa Стайн: «На другом конце Парижа, на улице Фобур-Сент-Оноре, жил бывший ресторатор и фотограф Дрюэ». Среди его богатых клиентов был известный московский коллекционер Иван Морозов.
Эжен Дрюэ стал активно заниматься художественной фотографией, в том числе фотографировал картины, а затем в своей галерее стал продавать картины и сделанные с них фотографии. Эта идея продажи репродукций выставленных им картин позволяла ему получать дополнительную прибыль. Гийом Аполлинер писал о фотографиях галереи Дрюэ, что они «вполне удовлетворительно воспроизводят известные картины от Леонардо да Винчи до Мориса Дени, включая Тициана, Энгра, Тулуз-Лотрека и Сезанна».
В период с 1903 по 1938 годы в галерее Дрюэ выставляли свои произведения около 1300 художников, таких как Жорж Писсарро, Шарль Камуан, Анри Манген, Тео ван Рейссельберге, Одилон Редон, Альбер Марке, Леон Леманн, Морис Дени, Жаклин Марваль, Поль Сезанн, Фернан Лабат, Жорж Дюфренуа и многие другие.
Эжен Дрюэ скончался в Париже от церебральной недостаточности в 1916 году. После его смерти галерея до 1938 года принадлежала его жене, но затем закрылась. Впоследствии все его негативы (30 000 пластин) были куплены Франсуа Антуаном Виззавона (François Antoine Vizzavona), фотографом и издателем.

## Фотографии Дрюэ
Эжен Дрюэ для создания многих своих фотографий использовал автохромные пластины Люмьера, обычно в форматах 9×12 см, а также 13×18 см и 18×24 см. Его фотографии являются ценным историческим свидетельством, они имеют и художественную ценность, а талант фотографа дал имя фотографическому процессу (процессу Дрюэ).
Поначалу его продукция в основном включала фотографии произведений Огюста Родена, сделанные при его жизни. Критик Клод Ане говорил о его гравюрах, что они «воспроизводят не только все тонкости лепки, красоту планов и линий, но и […] вызывающую воспоминания силу самих работ».
Впоследствии он сделал серию фотографий с картин Винсента Ван Гога в то время, когда его работы начали приобретать известность («Арлезианка», «Сад в Овере», «Портрет доктора Гаше»). Его фотографии танцовщика Вацлава Нижинского были сделаны 19 июня 1910 года в саду художника Жака-Эмиля Бланша.
Большая часть его фотографий хранится в медиатеке архитектуры и наследия Форта Сен-Сир под названием «Фонд Дрюэ-Виззавона». Эта коллекция, насчитывающая около 150 000 фотопластинок, состоит из коллекции Эжена Дрюэ (около 30 000 пластинок) и коллекции семьи Виззавона, которые были объединены в 1939 году.